# Olendon
Olendon é uma comuna francesa na região administrativa da Normandia, no departamento Calvados. Estende-se por uma área de 7,4 km². Em 2010 a comuna tinha 180 habitantes (densidade: 24,3 hab./km²).